# Грабовський Леонід Олександрович
Леонід Олександрович Грабовський (нар. 28 січня 1935, Київ) — український композитор, один з представників композиторської групи «Київський авангард».

## Життєпис
Батько композитора був скрипалем, грав в оркестрі Оперного театру, Оркестрі радіокомітету і струнному квартеті ім. Червоної армії при Будинку офіцерів. Мама була співачкою. У 1937 р., коли Леоніду було всього 2 роки, батька заарештували й майже відразу розстріляли; окрім нього заарештували також багатьох його родичів. П'ятирічним Леонід вступив до музичної школи навчатись гри на скрипці, де провчився тільки до травня 1941 р., оскільки у зв'язку з війною школа перестала діяти.
Після війни продовжував навчатися самостійно («мамі вдалося купити піаніно на дивом вцілілі облігації держпозики»), а з 1951 року починає брати приватні науки, паралельно вивчаючи економіку в Київському університеті (1951—1956). У 1954 р. вступив на композиторський факультет Київської консерваторії, де навчався спершу в класі Левка Ревуцького (1954—1956), згодом у Бориса Лятошинського. «Він не був догматиком, давав студентам достатньо свободи, — згадує Грабовський про Лятошинського. — І сам його приклад, вивчення його творів зі всім багатством, яскравістю колориту, чесним і вивіреним ставленням до теми її втілення, були великою школою для нас. У нього ми почерпнули великий і непідробний патріотизм, відчуття українського мелосу».

### Київський авангард
З середини 1950-х рр. починається поступове знайомство Грабовського і його середовища з західноєвропейською музикою XX століття, а також забороненими раніше творами радянських композиторів (Шостакович, Прокоф'єв). Композитор стверджує, що п'єса Моріса Равеля «Гра води», яку вони вперше почули у виконанні Святослава Ріхтера 30 червня 1954 р. — це був «незнаний досі світ». Знайомство з західною музикою відбувалось завдяки поширенню довгогральних платівок, виданню нот донедавна заборонених творів та візитам закордонних оркестрів, які, щоправда, припинились у 1965 р.. Знайомство з музикою відбувалось поступово — спершу твори імпресіоністів, згодом — твори Шостаковича, Прокоф'єва, Стравінського, Бартока (1957—1958), Лютославського (1959, «Жалобна музика»), музика нововіденців (1960), згодом — Пендерецький, Сероцький, Гурецький, Шеффер, Штокгаузен, Беріо, Ксенакіс, Мессіан.
У 1965 р. сформувалась група, яка отримала пізніше назву «Київський авангард», до якої входили, окрім Грабовського, композитори Валентин Сильвестров, Віталій Годзяцький, Володимир Губа і диригент Ігор Блажков. Згодом до них приєднались композитори Володимир Загорцев, Святослав Крутиков, Євген Станкович, Іван Карабиць. Також контакти з середовищем київських авангардистів підтримували Валентин Бібік з Харкова та Анджей Нікодемович зі Львова. Належала до середовища «київського авангарду» і музикознавиця Галина Мокрієва.

### Київ, Москва
Протягом 1966—1969 рр. Грабовський викладав композицію в Київській консерваторії. Також працював композитором у сфері кіно та музики до театру. Серед фільмів, до яких він писав музику (загалом 11 художніх та ще ряд науково-популярних фільмів), — «Криниця для спраглих» (1965), «Вечір на Івана Купала» (1968), «Острів Вовчий» (1969), «Людина, яка вміла робити дива» (1969, мультфільм), «В'язні Бомона» (1970), «Осяяння» (1971), «Дріб» (1972, мультфільм), «У світі пернатих» (1974, мультфільм), «Мріяти і жити» (1974, реж. Юрій Іллєнко), «Так тримати!» (1975, мультфільм), «Тяп-ляп» (1977, мультфільм), «Спокута чужих гріхів» (1978), «Червоне поле» (ТБ, 1980) та ін.
1981 р. переїжджає до Москви. Працює дописувачем і перекладачем, а згодом редактором журналу «Советская музыка», час від часу пише музику до кіно. Втім, у Грабовського в Москві не було власного помешкання і він вважав проживання там «безперспективним». Тому він шукав способів виїхати на Захід.

### США
Спочатку Грабовський думав про те, щоб виїхати до Польщі, де відбувався фестиваль «Варшавська осінь», але зробити це не вдавалось. Проте врешті-решт Грабовському таки вдається виїхати до США, де він проживає з 7 серпня 1990 р. До жовтня 1990 р. живе у Бостоні, після чого переїжджає до Нью-Йорка. Працює вільним композитором, зокрема співпрацює з ансамблем Continuum. Давав гостьові лекції про сучасну українську музику в різних університетах[яких?]. Протягом 13 років працював консультантом з класичної музики у музичному магазині. Вивчає комп'ютерні музичні технології, зокрема Common Lisp:42.

Нью-Йорк.1995 р. Леонід Грабовський і Юрій Сидоряк на Бродвеї.

## Список творів

### Опери
- Ведмідь (камерна опера за А.Чеховим, лібрето Л. Грабовського; клавір) 1963.
- Пропозиція (камерна опера А.Чеховим, лібрето Л. Грабовського; клавір) 1964.

### Симфонічний/оркестровий
- Симфонічні фрески за мотивами малюнків Бориса Пророкова Це не повинно повторитися для симфонічного оркестру. 1961.
- Романс і скерцино для струнного оркестру (транскрипція з П'яти характерних п'єс для фортепіано). 1963.
- Чотири інвенції для симфонічного оркестру (транскрипція Чотирьох двоголосних інвенцій для фортепіано). 1965.
- Маленька камерна музика № 1 для 15 сольних струнних. 1966.
- Гомеоморфія IV для великого симфонічного оркестру. 1970.
- Маленька камерна музика № 2 для гобоя, арфи і 12 струнних. 1971.
- Медитація і патетичний речитатив для струнних. 1972.
- П'ять характерних п'єс для симфонічного оркестру (транскрипція П'яти характерних п'єс для фортепіано). 1975.
- Ворзель. Симфонічна елегія пам'яті Бориса Лятошинського для трьох оркестрових груп. 1992.
- Вечір на Івана Купала. Симфонія-леґенда для великого симфонічного оркестру за мотивами творів Миколи Гоголя. 1976 (ред. 2016).
- Tetragon Симфонія-каприччіо для квартету гітар і струнних. 2017.
- ARRY для струнного оркестру. 2018.
- Credo для флейти піколо, мідних, струнних, ударних і фортепіано в 4 руки (2018)

### Chamber/instrumental
- Соната для скрипки соло. 1959.
- Чотири двоголосні інвенції для фортепіано. 1962.
- П'ять характерних п'єс для фортепіано. 1962.
- Тріо для скрипки, контрабаса і фортепіано. 1964, ред. 1975. [9]
- Мікроструктури для гобоя соло. 1964.
- Константи для 4 фортепіано, 6 груп ударних і скрипки соло. 1964.
- Гомеоморфія I для фортепіано. 1968.
- Гомеоморфія II для фортепіано. 1969.
- Гомеоморфія III для 2 фортепіано. 1969.
- ``Візерунки для гобоя, альта й арфи. 1969.
- Буколічні строфи для органа. 1976.
- Concorsuono для валторни соло. 1977.
- Concerto misterioso для 9 інструментів, пам'яті Катерини Білокур. 1977.
- Присвяти-2, сюїта для скрипки і фортепіано на 4 частини: Інтрада (присвята Г. Ф. Генделю), Арія (присвята Й. С. Баху), Сициліана - Віланела - Сициліана (присвята А. Кореллі), Інтродукція і пасакалья (присвята Л. ван Бетховену). 1982.
- Строкаті аркуші, цикл п'єс для юнацтва для фортепіано. 1982.
- На незабудь Елізі для фортепіано. 1988.
- Глас І для віолончелі соло. 1990.
- Шість п'єс Миколи Леонтовича, транскрипція хорових мініатюр для струнного квартету. 1991.
- Глас II (поховальний) пам'яті Дмітрія Шостаковіча для бас-кларнета соло. 1994.
- Швидкоплинності для флейти, гобоя, кларнета, фаґота і валторни. 2015.
- 12 інвенцій для клавесина. 2016.
- EQVIN для скрипки і фoртепіано. 2019.
- STR-O-r-GAN для органа. 2020.

### Вокальні та хорові твори
- Чотири українські пісні для мішаного хору і симфонічного оркестру; тексти народні. 1959.
- П'ять віршів Владіміра Маяковського для баритона з фортепіано. 1962
- Два хори a cappella на тексти Владіміра Маяковського і Ніколая Ассєєва. 1962.
- Пастелі на тексти Павла Тичини для сопрано, скрипки, альта, віолончелі і контрабаса;  1964 (ред. 1975).
- Шість японських хоку на тексти японських хоку в перекладі Вєри Маркової для тенора, флейти піколо, фаґота і ксилофона. 1964 (ред. 1975).
- Море (La Mer). Мелодрама для читця, мішаного хору, органа і великого симфонічного оркестру на тексти Сен-Жон Перса. 1970.
- Маргіналії до Гайсенбюттеля для читця, 2 труб, тромбона і ударних на тексти Гельмута Гайсенбюттеля. 1967 (ред. 1975).
- Чотири українські пам'ятки (обробки українських народних пісень) для баса і камерного оркестру. 1980.
- Думи мої. Канонічні варіації на українську народну пісню для чоловічого хору a cappella. 1982.
- Два хори для мішаного хору на вірші Арсенія Тарковського. 1983.
- Когда. Інтродукція і дев'ять мініатюр  для мецо-сопрано, скрипки (також альта), кларнета (також ударних) і фортепіано (також ударних) на тексти Веліміра Хлєбнікова; версія для мецо-сопрано, скрипки (також альта), кларнета  (також ударних), фортепіано (також ударних) і струнних. 1987.
- Temnere mortem. Кантата для мішаного камерного хору a cappella на тексти(Григорія Сковороди). 1991.
- І буде так. Вісім віршів Миколи Воробйова для мецо-сопрано, скрипки (також ударних), кларнета (також ударних) і фортепіано (також ударних і синтезатора CASIO CA-100). 1993.

### Музика для гітари
- Нічний блюз. 1981.
- Танго і фокстрот. 1981.
- Присвяти-1. Сім п'єс: Чакона (присвята Г. Перселлу), Арія (присвята Й. С. Баху), Експромт (присвята Ф. Шуберту), Прелюдія (присвята  Ф. Шопену), Маленький кек-уок (присвята  С. Джопліну), Хорал (присвята  Й. Брамсу), Аморозо (пам'яті С. Прокоф1єва). 1981.
- Маленькі фантазії: Танець ляльки, Вальс, Танець коника та метелика, Весела пісенька. 1981.

### By Hrabovsky
- „О моем учителе“, (спогади про Бориса Лятошинського) // „Советская музыка“, 2, 1969;
- „Блиск і трохи біди“ // Советская музыка», 10, 1988;
- «Zauber der ukrainischen Musik», у Die Musik, 1, 1989.